# Centre d'information des viandes
Pour les articles homonymes, voir CIV.
Le centre d'information des viandes (CIV) est une association loi de 1901 créée en 1987 à l'initiative des organisations membres de l'association nationale interprofessionnelle du bétail et des viandes (Interbev) et de l'ancien Office national interprofessionnel de la viande (aujourd'hui FranceAgriMer). L'interprofession nationale porcine (INAPORC) a rejoint le CIV en 2005. Le CIV cesse son activité fin 2017.

## Activités
Son action porte sur l'ensemble du secteur des viandes de boucherie : viande bovine, ovine, porcine et équine.
Il se présente comme un organisme ayant pour rôle de faciliter la diffusion d'éléments scientifiques concernant les impacts des filières viande et de mettre en débat des sujets de controverse. En 2012, à la suite d'une réorganisation stratégique d'Interbev, le CIV a recentré ses missions d'information à destination de publics professionnels et de prescripteurs d'opinion. Ainsi  le CIV développe des activités de veille scientifique, de production et de mise à disposition de documentation , à destination d'un public professionnel, de participation à des groupes de travail ou des réseaux sur ses domaines de compétence, et d'animation de réseaux professionnels.
En 2014, il a organisé un colloque à l'Institut Pasteur autour de la question suivante : « La viande a-t-elle sa place dans l'alimentation durable? ». Le CIV se dote en 2015 d'un Conseil scientifique et d'orientation, dont Michel Griffon est membre
Le Centre d'information des viandes est cependant fréquemment considéré comme un relais de l'Interbev : « Bien qu’il se présente comme un espace de mise en débats, les publications sélectionnées par le CIV, et leur appartenance à l’interprofessionnelle Interbev, en font un acteur de la protection de la filière des élevages français ».
Il cesse son activité fin 2017.

## Financement
Le financement du Centre d'information des viandes est, selon l'association L214, assuré par Interbev et Inaporc à hauteur de cinq millions d'euros annuels, auxquels s'ajoutent 10 % de fonds publics.

## Communication

### Campagnes de communication auprès des écoles
Le Centre d'information des viandes, qualifié par le magazine Stratégies de « bras d'information d'Interbev, le syndicat chargé de la promotion de la viande » mène depuis 2009 plusieurs campagnes d'information à destination des écoles, dont l'objectif est selon le président du CIV de « réapprendre aux jeunes les produits et le goût des viandes brutes ». Ces campagnes sont régulièrement critiquées.
Selon Greenpeace, le centre d'information des viandes a, conjointement avec le lobby Geco Food Service, participé au « groupe d’étude des marchés - Restauration collective et nutrition » afin de favoriser la consommation de viande dans la restauration scolaire : « les menus scolaires ont été corédigés par un groupe de travail avec un manque de transparence totale et des représentants de l’industrie parties prenantes ».